# Pålsjö slot
Pålsjö slot er et svensk slot i Helsingborg (Helsingborg kommune) i Skåne. Det ligger ved Pålsjö-skoven.

## Historie
Navnet Pålsjö forekommer første gang i en handel fra 1491, på det tidspunkt under navnet Pawelskiøb. Den nuværende bygning blev opført i perioden 1676-79, men har sin oprindelse i middelalderen. Den første kendte ejer var Steen Basse Torbensen Bille, til Søholm, der døde i 1520. Gården var i det 1600-tallet en fæstegård under Vegeholms slot, men i anden halvdel af århundredet blev ejendommen frikøbt fra Vegeholm. I den danske periode gik godset under navnet Paafuels Kiöf, men i 1660'erne forsvenskedes dette til Påvelsköp. Senere benævntes godset Pålsjö gård eller Stora Pålsjö. Gården blev ødelagt under den Skånske Krig 1676-79, men blev kort herefter genopført af Helsingborgs borgmester, Magnus Paulin, og dette byggeri udgør stammen i det nuværende slot. Under slaget ved Helsingborg havde Magnus Stenbock sit hovedkvarter på slottet.
Slotsparken i fransk stil blev grundlagt i 1760'erne og er udførligt beskrevet i et dokument fra 1771. Parken var ifølge dette dokument opdelt i 14 områder, der var omgivet af forskellige frugtbærende hække, formklippede hække og roser. Inde i de enkelte områder fandtes et væld af blomster. I parken fandtes der ikke mindre end 377 frugttræer, importeret fra Spanien og Holland, og man finder nøddehække, vindruer, jordbær, asparges og krydderurter. Avnbøgalleen, som strækker sig fra slottet i retning mod Øresund og Landborgen, blev plantet i 1763. Køkkenhaven blev sandsynligvis anlagt af den daværende ejer Michael Andreas Cöster, der også Pålsjö fajancefabrik ved siden af ejendommen i 1765. Cöster havde i 1759 fået godset i gave af sin mor, Öllegård Maria Broomé. Fajancefabrikken blev imidlertid nedlagt allerede i 1774, efter at Cöster var kommet i økonomiske problemer.
Ved en ombygning i 1869 under ledelse af den danske arkitekt Christian Abraham blev det gamle valmede tag udskiftet med et sadeltag med trappetrinsgavle, og tårnet blev forsynet med en kuppel i nyrenæssancestil. Blot få år senere, i 1873, blev tårnet ombygget og fik trappetrinsgavle. Slottet ejedes i en lang periode af slægten Follin, men også slægter som Paulin, Gyllenskiepp, Pihl og ovennævnte Cöster har ejet det. I 1910 begyndte man at kalde bygningen for Pålsjö slot, hvilket man gjorde frem til 1923, hvor man igen kaldte det Stora Pålsjö. Slottet med den tilhørende park blev i 1957 købt af byen Helsingborg, og i den forbindelse ændrede man igen navnet til Pålsjö slot. Byen havde allerede i 1908 købt ejendommen Pålsjö, hvortil også hørte Pålsjöbadet. Ved endnu en ombygning i 1980 blev teglfacaderne pudset over med rosa puds, ligesom der blev monteret moderne treglasruder. Kommunen solgte i 2006 slottet til en sammenslutning af selskaber, som tidligere havde lejet lokaler på slottet.

## Billeder
- Pålsjö slot i udgaven med kuppel på tårnet, 1869-1873
- Lilla Pålsjö
- Økonomibygningen